# Минерал
Минера́л (нем. Мineral или фр. minéral, от позднелат. (аеs) minerale — «руда») — однородная по составу и строению часть горных пород, руд, метеоритов, являющаяся естественным продуктом геологических процессов и представляющая собой химическое соединение или химический элемент.
Минерал может находиться в любом агрегатном состоянии, при этом большинство минералов — твёрдые тела. Их подразделяют на имеющие кристаллическую структуру, аморфные и минералы, имеющие внешнюю форму кристаллов, но находящиеся в аморфном состоянии (метамиктные минералы). 
Горная порода может состоять из нескольких породообразующих минералов разного вида (полиминеральная порода), или из единственного породообразующего минерала (мономинеральная порода). В литературе применяется также словосочетание «минеральный материал».

## Термин и описание
Термин «минерал» используют для обозначения минеральных индивида, вида и разновидности. Минерал как минеральный вид — это природное химическое соединение, имеющее определённый химический состав и кристаллическую структуру. Если различия в химическом составе при структурной идентичности не очень велики, то по окраске, морфологическим или другим особенностям выделяют минеральные разновидности: так, горный хрусталь, аметист, цитрин, халцедон являются разновидностями кварца. Минеральные индивиды — минеральные тела, между которыми имеются поверхности раздела, например, кристаллы и зёрна.
Изучением минералов занимается наука минералогия. Происхождение минералов выясняет генетическая минералогия, а изучением минеральных видов занимается филогения минералов.
С 1950-х годов факт открытия нового минерала и его название утверждает Комиссия по новым минералам и названиям минералов Международной минералогической ассоциации (ММА). В настоящее время установлено более 5336 минеральных видов и ежегодно комиссией утверждается несколько десятков новых, однако лишь 100—150 минералов широко распространены.
Минералами считаются также некоторые природные вещества, представляющие собой в атмосферных условиях жидкости (например, самородная ртуть, которая приходит к кристаллическому состоянию при более низкой температуре). Воду, напротив, к минералам не относят, рассматривая её как жидкое состояние (расплав) минерала лёд. Некоторые минералы находятся в аморфном состоянии и не имеют кристаллической структуры. Это относится главным образом к так называемым метамиктным минералам, имеющим внешнюю форму кристаллов, но находящимся в аморфном, стеклоподобном состоянии вследствие разрушения их изначальной кристаллической решётки под действием жёсткого радиоактивного излучения входящих в их собственный состав радиоактивных элементов (уран, торий и так далее). Различают минералы явно кристаллические, аморфные — метаколлоиды (например, опал, лешательерит и другие) и метамиктные минералы, имеющие внешнюю форму кристаллов, но находящиеся в аморфном, стеклоподобном состоянии.

## Физические свойства минералов
Физические свойства минералов обусловлены их кристаллической структурой и химическим составом. Различают скалярные физические свойства минералов и векторные, значения которых зависят от кристаллографического направления. Примером скалярного свойства может служить плотность, векторными являются твёрдость, кристаллооптические свойства и др. Физические свойства подразделяют на механические, оптические, люминесцентные, магнитные, электрические, термические свойства, радиоактивность.
Габитус кристаллов выясняется при визуальном осмотре, для рассматривания мелких образцов используется лупа. Помимо внешней формы кристаллов и других выделений, важное значение при описании и визуальной диагностике минералов, особенно в полевых условиях, имеют цвет, блеск, спайность и отдельность, твёрдость, хрупкость и излом. При диагностике некоторых минералов имеют значение также ковкость, гибкость (сопротивление излому) и упругость.
- Твёрдость. Определяется по шкале Мооса. По этой шкале самым твёрдым эталонным минералом является алмаз (10 по шкале Мооса, с абсолютной твёрдостью 1600), а самым мягким — тальк (1 по шкале Мооса, с абсолютной твёрдостью 1, царапается ногтем). Твёрдость минерала не всегда одинакова со всех сторон кристалла, что является производным от его кристаллической структуры — в одних направлениях кристаллическая решётка может быть упакована плотнее, чем в других. Например, кианит имеет твёрдость 5.5 по шкале Мооса в одном направлении и 7 в другом.
- Спайность — способность минерала раскалываться по определённым кристаллографическим направлениям.
- Излом — специфика поверхности минерала на свежем не спайном сколе.
- Побежалость — тонкая цветная или разноцветная плёнка, которая образуется на выветрелой поверхности некоторых минералов за счёт окисления.
- Хрупкость — прочность минеральных зёрен (кристаллов), обнаруживающаяся при механическом раскалывании. Хрупкость иногда увязывают или путают с твёрдостью, что неверно. Иные очень твёрдые минералы могут с лёгкостью раскалываться, то есть быть хрупкими (например, алмаз).
- Плотность — масса единицы объёма вещества, выражается в г/см3. Прежнее, устаревшее название — удельный вес; его ещё можно встретить в старых минералогических учебниках.
- Удельная плотность — характеристика, используемая для определения единичной массы минерала, представляет собой отношение плотности (массы на единицу объёма) минерала к плотности воды. Удельная плотность может служить диагностическим признаком для некоторых классов минералов. Среди часто встречающихся минералов более высокую удельную плотность имеют оксиды и сульфиды, поскольку они включают в себя элементы с высокой атомной массой. Наиболее высокой удельной плотностью обладают самородные металлы и интерметаллиды. Камасит (никелистое метеоритное железо) имеет удельную плотность 7.9[12], а плотность самородного золота достигает 19.3 г/см3.

### Оптические свойства
- Блеск — световой эффект, вызываемый отражением части светового потока, падающего на минерал. Зависит от отражательной способности минерала.
- Цвет — признак, с определённостью характеризующий одни минералы (зелёный малахит, синий лазурит, красная киноварь), и очень обманчивый у ряда других минералов, окраска которых может варьировать в широком диапазоне в зависимости от наличия примесей элементов-хромофоров либо специфических дефектов в кристаллической структуре (флюориты, кварцы, турмалины).
  - Цвет черты — цвет минерала в тонком порошке, обычно определяемый царапанием по шершавой поверхности фарфорового бисквита.
- Преломление, дисперсия и поляризация характеризуют их оптические константы: показатель преломления, угол между оптическими осями, оптический знак кристалла, ориентация оптической индикатрисы и др.

### Магнитные свойства
Магнитность зависит от содержания главным образом двухвалентного железа, обнаруживается при помощи обычного магнита.

## Нахождение минералов в природе
По распространённости минералы делятся на:
- породообразующие — составляющие основу большинства горных пород;
- акцессорные — часто присутствующие в горных породах, но редко слагающие больше 5 % породы;
- редкие минералы — находки которых единичны или немногочисленны;
- рудные — содержащие в своём составе промышленно ценные компоненты и образующие значительные скопления в рудных месторождениях.

По форме нахождения различают:
- Минеральные индивиды — составные части минеральных агрегатов. Это отдельные кристаллы, зерна и сферические или близкие к сферическим выделения минералов, отделенные друг от друга физическими поверхностями раздела и представляющие собой форму нахождения минеральных видов в природе. Минеральный индивид — исходное понятие минералогии, означающее зерна и идиоморфные кристаллы, в виде которых в природе представлены минеральные виды; индивиды могут быть зернами — «монокристаллами» или сферокристаллами, из которых строятся простые минеральные агрегаты (Ю. М. Дымков, 1966)
- Минеральные агрегаты — срастания минеральных индивидов одного и того же или разных минералов. Они могут быть одно- и многоэтапными. Минеральный агрегат — исходное понятие минералогии. На уровне организации вещества, следующем за понятием «индивид», агрегат — это скопление индивидов, не обладающее при идеальном развитии чёткими признаками симметричных фигур (это принципиальное отличие от индивидов — по Ю. М. Дымкову, 1966).
- Минеральные тела — скопления минеральных агрегатов, обладающие естественными границами. Размеры их варьируют от микроскопических до очень крупных, соизмеримых с масштабом геологических объектов.

## Химия минералов
Распространённость минералов на Земле является прямым следствием их химического состава, который, в свою очередь, зависит от распространённости различных химических элементов. Большинство наблюдаемых минералов добываются из земной коры. Большинство минералов имеют в своём основном составе всего 8 элементов, наиболее распространённых в земной коре: кислород, кремний, алюминий, железо, магний, кальций, натрий и калий (по степени убывания). Вместе эти восемь элементов составляют до 98 % от веса земной коры. Из этих восьми особое значение имеют кислород, составляющий 46,6 % от веса земной коры, и кремний, составляющий 27,7 %.
Химический состав минералов, как правило, близок по своему составу той породе, из которой они сформировались. Так, из магмы, богатой железом и магнием, сформируется оливин, а магма, богатая силикатами, кристаллизуется в богатый силикатами минерал, как например кварц. В известняке, богатом кальцием и карбонатами, формируются кальциты.
Химический состав может изменяться между членами ряда минералов. Например, плагиоклазы, входящие в группу каркасных алюмосиликатов — полевых шпатов, по химическому составу представляют собой непрерывный изоморфный ряд натриево-кальциевых алюмосиликатов — альбита и анортита с неограниченной смесимостью. Имеются 4 опознанные разновидности между богатым натрием альбитом и богатым кальцием анортитом — олигоклаз, андезин, лабрадор и битовнит. Другие примеры подобных рядов включают в себя оливиновый ряд от богатого магнием форстерита до богатого железом фаялита и вольфрамитовый ряд от богатого марганцем гюбнерита до богатого железом ферберита.
Наличие минеральных рядов объясняется химической субституцией. В природе минералы не являются чистыми материалами. В них присутствуют примеси, состоящие из любых элементов, находящихся в данной химической системе. В результате иногда определённый элемент подменяется другим. Такая подмена обычно происходит между ионами похожих размеров и одинаковых зарядов. Например, K+ не может подменить Si4+ из-за химической и структурной несовместимости, вызванной большим различием в размерах и в заряде, а подмена Si4+ на Al3+ происходит достаточно часто, так как они близки по размеру, заряду и распространённости в земной коре, что мы и наблюдаем на примере плагиоклазов.
Изменения температуры, давления и химического состава влияют на минералогический состав данной породы. Изменения химического состава могут быть вызваны такими процессами, как эрозия почвы и выветривание, а также метасоматизмом. Изменения температуры и давления происходят, когда материнская порода проходит тектонический или магматический сдвиг в иной физический режим. Изменения в термодинамических условиях благоприятно влияют на возможность реакции между уже сформировавшимися минералами с получением новых минералов.

### Классификация минералов
Современные классификации минералов проводятся на структурно-химической основе. Классификация, утверждённая Международной минералогической ассоциацией (IMA) в 2009 году, периодически обновляется и утверждается заново.

### Неорганические минералы

#### Сульфиды, сульфосолии подобные
1. класс: селениды, теллуриды, арсениды и подобные
2. класс: сульфосоли

#### Галоидные соединения(галогениды) и галогеносоли
1. класс: фториды, алюмофториды
2. класс: хлориды, бромиды и иодиды

#### Окислы и гидроокислы
1. класс: простые и сложные окислы
2. класс: гидроокислы

#### Кислородные соли (оксисоли)
1. класс: иодаты
2. класс: нитраты
3. класс: карбонаты
4. класс: сульфаты и селенаты
5. класс: хроматы
6. Класс: вольфраматы и молибдаты
7. Класс: фосфаты, арсенаты и ванадаты
8. Класс: бораты
9. Класс: силикаты и алюмосиликаты (бериллосиликаты, боросиликаты)
  1. островные силикаты с изолированными тетраэдрами SiO4
  2. цепочечные силикаты с изолированными группами тетраэдров SiO4
  3. ленточные силикаты с непрерывными цепочками и лентами тетраэдров SiO4
  4. слоистые силикаты с непрерывными слоями тетраэдров SiO4
  5. каркасные силикаты с непрерывными трёхмерными каркасами тетраэдров SiO4 и Al04

### Органические минералы
Согласно современной номенклатуре минералов, утверждённой ММА, в числе минералов рассматриваются некоторые из природных солеподобных органических соединений (оксалаты, меллитаты, ацетаты и др), объединяемые в класс органических веществ. При этом в общей систематике минералов высокомолекулярные органические образования типа древесных смол и битумов, не отвечающие в большинстве случаев требованиям кристалличности и однородности, в число минералов не включаются.
Некоторые органические вещества — нефть, асфальты, битумы раньше ошибочно относили к минералам. Они лишены кристаллической структуры и не могут быть охарактеризованы с кристаллохимической точки зрения. Природные органические продукты в большинстве случаев относятся либо к горным породам (антрацит, шунгит и др.), либо к природным углеводородам группы нефти (озокерит, битумы), либо к ископаемым смолам (янтарь, копал), либо к биогенным образованиям, содержащим в своём составе тот или иной минерал (жемчуг и перламутр, в строении которых участвует минерал арагонит).
Природные формиаты (формикаит Ca(HCOO)2, дашковаит Mg(HCOO)2•2H2O и др.) и оксалаты (степановит и др.) в минералогии относят к классу органических веществ.

## Использование минералов
Минералы, наряду с органическими материалами, находят широкое применение.
Человек использовал минералы с древнейших времён. Долгое время основным полезным ископаемым был кремень — тонкозернистая разновидность кварца, его отщепы с острыми краями первобытные люди использовали ещё в древнем каменном веке. Кроме него применялись и другие минералы, например, вишнёвый гематит, желто-коричневый гётит и черные оксиды марганца — как краски, а янтарь, нефрит, самородное золото и др. — как материал для украшений и т. п. В доисторическом Египте (5000—3000 до н. э.) из самородной меди, золота и серебра делали украшения. Позже стали использовать бронзу для изготовления оружия и орудий труда. Сейчас из минералов получают металлы и другие химические элементы и соединения, они являются сырьём для производства строительных материалов (цемент, стекло и др.) и для химической промышленности. Минералы могут использоваться в качестве красителей, абразивных и огнеупорных материалов, они находят применение в керамике, оптике, радиоэлектронике, электротехнике и радиотехнике. Драгоценные камни тоже являются минералами.
Минералы используются в пищу, как источник сырья, в качестве валюты, как предметы искусства и роскоши и как компоненты высоких технологий. Одним из видов шарлатанства является литотерапия — лечение минералами путём их ношения, прикладывания, вступления в астральные контакты с якобы заключёнными в камнях и кристаллах сверхъестественными энергиями и магическими силами. Приверженцы литотерапии утверждают, что каждый кристаллический объект обладает свойствами излучения и поглощения неведомых энергий и полей, которые при «правильном» приложении к биологическому телу способны восстанавливать нарушенный энергетический баланс организма. Литотерапия не имеет под собой клинически доказанных обоснований и научной базы.